# Taj Hotels

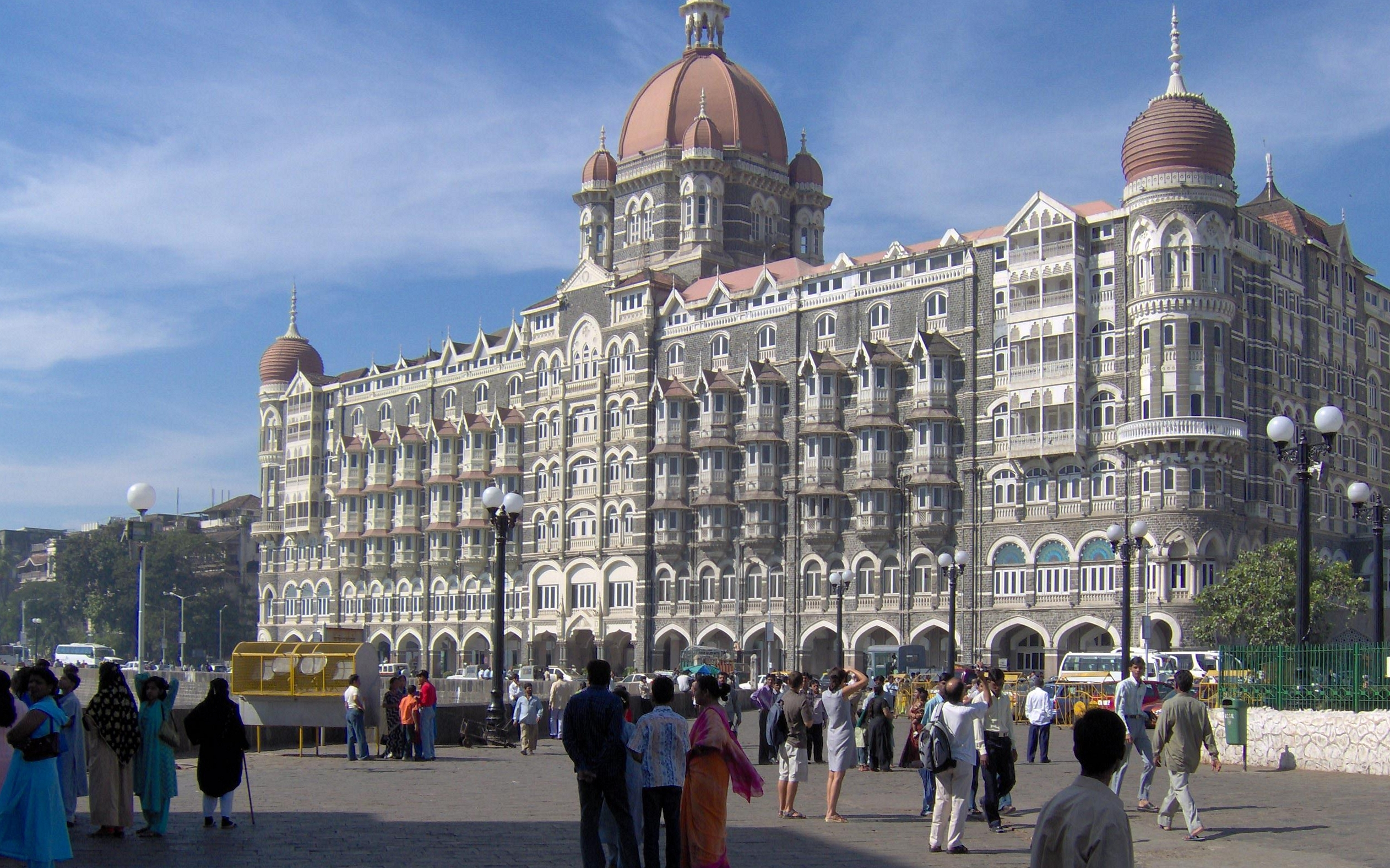
Taj Mahal Palace & Tower

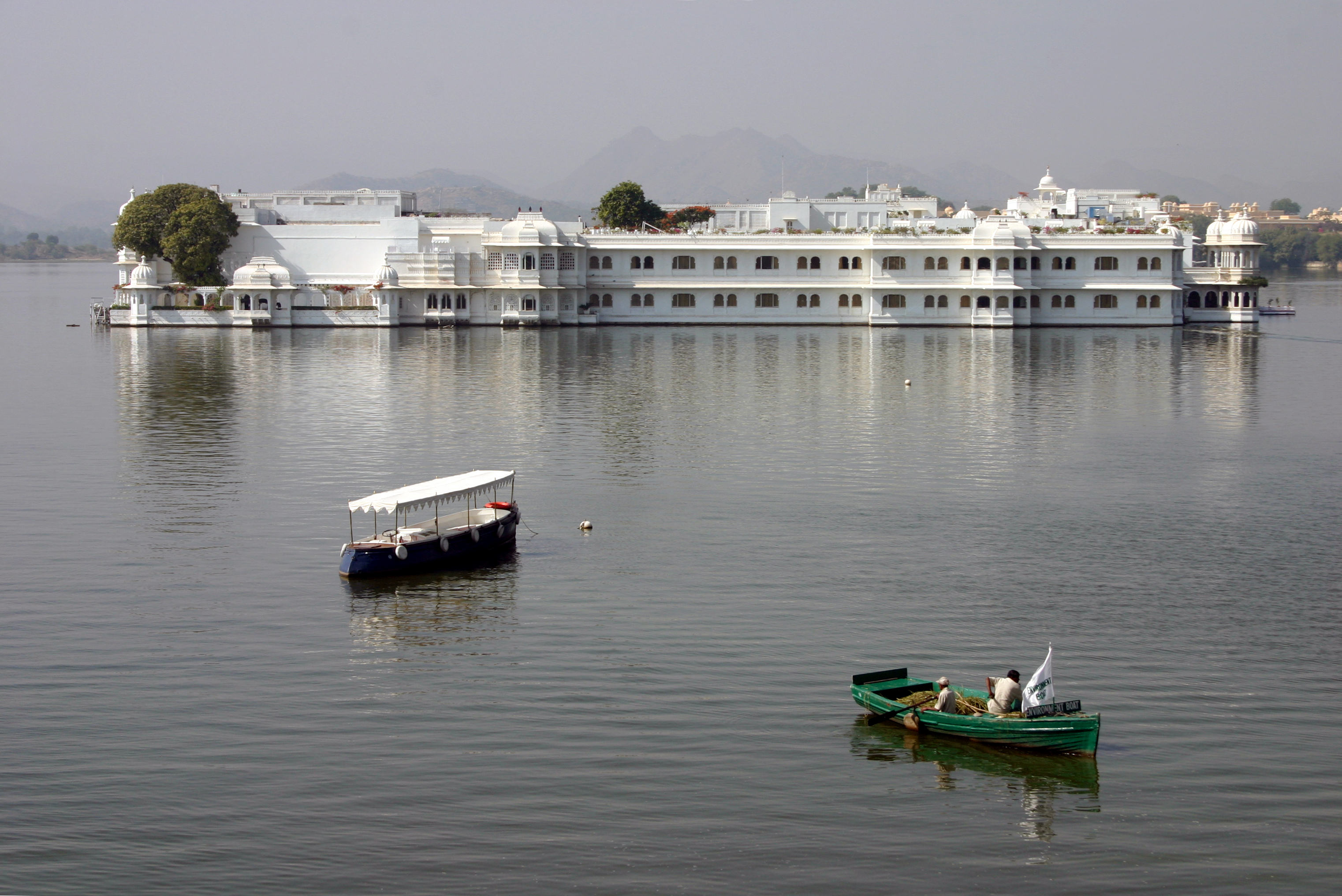
Lake Palace hotel

Taj Hotels is een Indiase hotelketen die zich richt op luxe hotels en resorts. De keten is onderdeel van de Tata-groep, een Indiaas conglomeraat van 96 bedrijven, die werkzaam zijn in zeven sectoren.
De keten omvat 57 hotels verspreid over 41 locaties in India, en 18 hotels verspreid over de rest van de wereld waaronder Sri Lanka, de Maldiven, Verenigd Koninkrijk, de Verenigde Staten, het Midden-Oosten en enkele Afrikaanse landen.
De hotels van Taj Hotels zijn gekenmerkt door uitzonderlijke luxe. Onder de hotels zijn ook een aantal voormalige paleizen te vinden.

## Geschiedenis
Het eerste hotel van Taj hotels was het Taj Mahal Palace & Tower in Bombay (nu Mumbai) en werd in 1903 geopend. Het hotel had als eerste hotel in India een Chinese, een Italiaanse, een Mexicaanse en een Californische keuken. Bovendien openden ze in 1972 het eerste 24-uurs koffiehuis in India. Het Lake Palace hotel in Udaipur en het Umaid Bhawan-paleis in Jodhpur zijn ook eigendom van Taj Hotels.

### Aanslag
Op 26 november 2008 werd het bedrijf mede-slachtoffer van een reeks aanslagen in Mumbai waarbij meer dan 100 doden en enkele honderden gewonden vielen. De bovenste verdiepingen van de Taj Mahal Palace & Tower-hotel stonden deels in brand.